# 小野大輔 (フットサル選手)
小野 大輔（おの だいすけ、1980年1月25日 - ）は、東京都出身のフットサル選手。ポジションはピヴォ。日本代表。

## 経歴
ファイルフォックスで第5回全日本フットサル選手権大会優勝を経験し、その後フトゥーロ旗揚げに参加。
フットサル日本代表にも選出され、2004年11月の2004 FIFAフットサル世界選手権にも出場している。
2005年にはイタリア1部のCLTテルニに移籍したが出場機会に恵まれなかった。2006年にはスペイン2部のタラベラFSに移籍したが、2006-07シーズン中に監督が2度代わるなどのチーム事情によって満足な活躍ができなかった。2007-08シーズンはスペイン2部のCFSバルガスに在籍し、2008年に日本に帰国してバルドラール浦安と契約した。
2008年9月には2008 FIFAフットサルワールドカップに出場したが、大会中に右膝前十字靱帯・右膝内側側副靭帯を損傷。11月に手術を行ったものの復帰までには長期間離脱し、2008-09シーズンの残り試合を棒に振った。2008-09シーズンは1巡目7試合のみの出場に終わり、得点は第2PKによる1点のみだった。
2009年には地元府中市から府中アスレティックFCがFリーグに新規参入。府中は小野に熱烈なアタックをかけ、小野は浦安から府中に移籍した。2010年6月に結婚した。
2014年3月には右足関節骨軟骨を負傷し、3月27日に骨軟骨摘出手術を行った。
2014-15シーズン終了時のFリーグ通算成績は155試合出場41得点。2015年には右肩関節唇損傷の怪我を負い、5月16日に手術を行って全治3ヶ月と診断された。
2016年4月にはバルドラール浦安に移籍した。

## 所属クラブ
サッカー
- 東京都立久留米高等学校

フットサル
- 1998年-1999年  府中水元クラブ
- 1999年-2001年  ファイルフォックス
- 2001年-2005年  フトゥーロ
- 2005年-2006年  CLTテルニ（1部）
- 2006年-2007年  タラベラFS（2部）
- 2007年-2008年  CFSバルガス（2部）
- 2008年-2009年  バルドラール浦安
- 2009年-2012年  府中アスレティック
- 2012年-2016年  湘南ベルマーレ
- 2016年-2018年  バルドラール浦安

## 代表歴
- 日本代表}
  - FIFAフットサルワールドカップ : 2004、2008
  - AFCフットサル選手権 : 2004（準優勝・5得点）、2005（準優勝・2得点）、2006（優勝・6得点）、2007（準優勝・4得点）、2008

## 個人成績
| 国内大会個人成績 | 国内大会個人成績 | 国内大会個人成績 | 国内大会個人成績 | 国内大会個人成績             | 国内大会個人成績 | 国内大会個人成績 | 国内大会個人成績 | 国内大会個人成績 | 国内大会個人成績 | 国内大会個人成績 | 国内大会個人成績 |
| 年度             | クラブ           | 背番号           | リーグ           | リーグ戦                     | リーグ戦         | リーグ杯         | リーグ杯         | オープン杯       | オープン杯       | 期間通算         | 期間通算         |
| 年度             | クラブ           | 背番号           | リーグ           | 出場                         | 得点             | 出場             | 得点             | 出場             | 得点             | 出場             | 得点             |
| 日本             | 日本             | 日本             | 日本             | リーグ戦                     | リーグ戦         | オーシャン杯     | オーシャン杯     | 全日本選手権     | 全日本選手権     | 期間通算         | 期間通算         |
| ---------------- | ---------------- | ---------------- | ---------------- | ---------------------------- | ---------------- | ---------------- | ---------------- | ---------------- | ---------------- | ---------------- | ---------------- |
| 2005-06          | テルニ           |                  | イタリア1部      | ??                           | ?                |                  |                  |                  |                  |                  |                  |
| 2006-07          | タラベラ         |                  | スペイン2部      | ??                           | ?                |                  |                  |                  |                  |                  |                  |
| 2007-08          | バルガス         |                  | スペイン2部      | ??                           | ?                |                  |                  |                  |                  |                  |                  |
| 2008-09          | 浦安             | 9                | Fリーグ          | 7                            | 1                |                  |                  |                  |                  |                  |                  |
| 2009-10          | 府中             | 18               | Fリーグ          | ??                           | ?                |                  |                  |                  |                  |                  |                  |
| 2010-11          | 府中             | 18               | Fリーグ          | ??                           | ?                |                  |                  |                  |                  |                  |                  |
| 2011-12          | 府中             | 18               | Fリーグ          | 27                           | 7                |                  |                  |                  |                  |                  |                  |
| 2012-13          | 湘南             | 18               | Fリーグ          | 27                           | 10               |                  |                  |                  |                  |                  |                  |
| 2013-14          | 湘南             | 18               | Fリーグ          | 31                           | 8                |                  |                  |                  |                  |                  |                  |
| 2014-15          | 湘南             | 18               | Fリーグ          | 26                           | 6                |                  |                  |                  |                  |                  |                  |
| 2015-16          | 湘南             | 18               | Fリーグ          | 23                           | 12               |                  |                  |                  |                  |                  |                  |
| 2016-17          | 浦安             |                  | Fリーグ          |                              |                  |                  |                  |                  |                  |                  |                  |
| 通算             | 日本             | 日本             | Fリーグ          | 178                          | 53               |                  |                  |                  |                  |                  |                  |
| 総通算           | 総通算           | 総通算           | 総通算           | \|\|\|\|\|\|\|\|\|\|\|\|\|\| |                  |                  |                  |                  |                  |                  |                  |